# Les Sièges
Les Sièges település Franciaországban, Yonne megyében. Lakosainak száma 427 fő (2022. január 1.). Les Sièges Foissy-sur-Vanne, Vaudeurs, Coulours, Flacy, Molinons és Les Vallées de la Vanne községekkel határos.

## Népesség
A település népességének változása:
| Lakosok száma | 432  | 425  | 441  | 414  | 413  | 409  | 404  | 416  | 427  |
|               | 2013 | 2015 | 2016 | 2017 | 2018 | 2019 | 2020 | 2021 | 2022 |